# Carvium
Carvium was een Romeins cohortfort (Latijn: castellum) in de provincie Neder-Germanië (Germania Inferior) aan de noordgrens van het Romeinse Rijk (de limes). Carvium lag destijds dicht bij de plek waar de Rijn zich splitste in een zuidelijke (de Waal) en een Noordelijke riviertak (de Nederrijn). Carvium lag waarschijnlijk op de noordoever van de Waal en op meer dan een kilometer afstand van de Rijn.  De naam Carvium is als Carvio (verbogen vorm) overgeleverd op een gedenksteen en is mogelijk identiek aan de plaatsnamen Caruone en Carvo die overgeleverd zijn in respectievelijk de Tabula Peutingeriana en het Itinerarium Antonini. 

## Geografie
De Rijn was in de Romeinse tijd een sterk meanderende rivier, waarvan de meanders nog te zien zijn in het gebied ten noorden van Herwen, zoals de Oude Rijn en Oude Rijnstrang. De Waal was in die tijd een kleine rivier in de Betuwe, die niet vermeld staat op de Tabula Peutingeriana.
Aan het Bijlandsch Kanaal ligt een recreatieplas "De Bijland" (uitgesproken als bieland), waarin de resten van het fort Carvium vermoed worden.

## Archeologisch onderzoek
Bij baggerwerkzaamheden in de Bijland werd in het gebied een brede strook bouwpuin gevonden, waarin in 1938 een gedenksteen van de legionair Marcus Mallius die begraven is in "Carvium ad molem". Waarschijnlijk is de moles waarop hier wordt genoemd, de Drususdam, die gelegen moet hebben op of nabij de splitsing van de Rijn en de Waal. Publius Cornelius Tacitus vermeldt de dam, aangelegd door de generaal Nero Claudius Drusus in 12 v.Chr. Door aanleg van de dam hoopte Drusus meer water door de Rijn te krijgen, en de rivier zo beter bevaarbaar te maken.
In de jaren van Drusus waren er plannen om ook het gebied boven de limes te veroveren, maar zijn zoon Claudius I besloot dat de Rijn de noordgrens van zijn rijk moest worden.
In 2022 werd de nabijgelegen vindplaats Herwen-Hemeling ontdekt met een Romeins heiligdom.

## Verwoesting van het fort
Volgens Tacitus is het fort en de dam waarover het fort waakte, tijdens de Bataafse Opstand onder leiding van Julius Civilis in het jaar 70 verwoest.

## Heropbouw
Gezien een op een steen gevonden inscriptie, gevonden bij het fort, gedateerd op 171/190 na Christus, moet het fort heropgebouwd zijn. Chalcidicus was toen prefect van de Cohors II Civium Romanorum, die gestationeerd was in de provincie Germania inferior. Volgens Jan Kees Haalebos nam Chalcidicus rond 175 het bevel over de eenheid over.